# ألفرد س. هاينز
ألفرد س. هاينز (بالإنجليزية: Alfred C. Haynes)‏ هو طيار أمريكي، ولد في 4 يناير 1932 في دالاس في الولايات المتحدة.